# أنطون أندرسن
أنطون أندرسن (بالدنماركية: Anton Andersen)‏ هو لاعب رماية دنماركي، ولد في 7 سبتمبر 1880 في هولستيبرو في الدنمارك، وتوفي بنفس المكان في 13 أكتوبر 1971.

## وصلات خارجية
- أنطون أندرسن على موقع أوليمبيديا (الإنجليزية)